# Unterer Ganitzsee
Unterer Ganitzsee är en sjö i Österrike.   Den ligger i förbundslandet Tyrolen, i den centrala delen av landet, 300 km sydväst om huvudstaden Wien. Unterer Ganitzsee ligger 2 495 meter över havet. Den högsta punkten i närheten är Schneidegg, 2 755 meter över havet, norr om Unterer Ganitzsee.
I omgivningarna runt Unterer Ganitzsee växer i huvudsak blandskog. Runt Unterer Ganitzsee är det ganska glesbefolkat, med 26 invånare per kvadratkilometer.